# Mkrtitsch Chrimjan

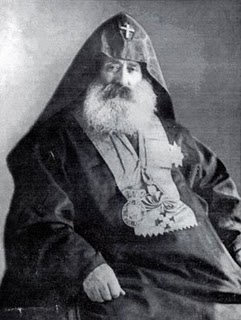
Mkrtitsch Chrimjan

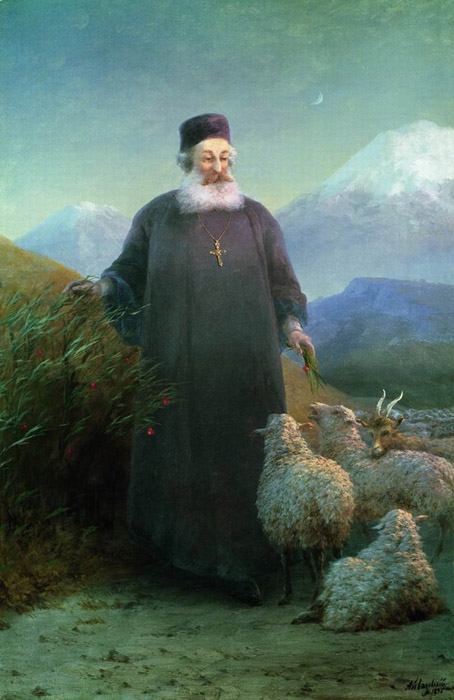
Porträt von Ayvazovski

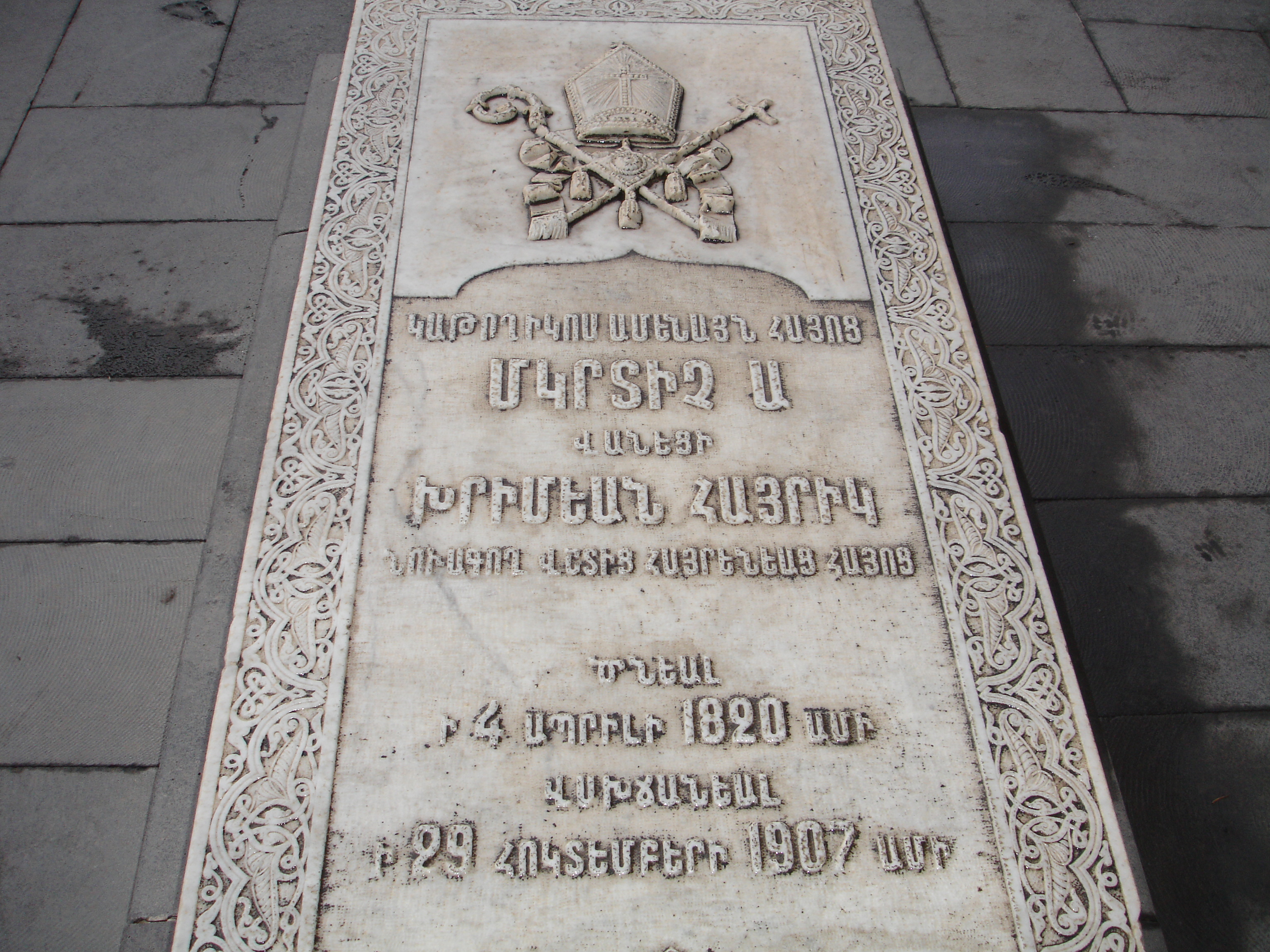
Grabstein am Eingang der Kathedrale von Etschmiadsin

Mkrtitsch Chrimjan (auch Mgrdich Khrimian, im Volksmund genannt Հայրիկ Hayrig, deutsch ‚Väterchen‘, armenisch Մկրտիչ Խրիմեան Mkrtitsch Chrimian; * 4. April 1820 bei Van; † 27. Oktober 1907) war ein armenischer Kirchenführer, Publizist und Schriftsteller.

## Leben
Der Name verweist auf die Herkunft seiner Familie von der Krim.
1854 wurde er als Witwer im Kloster Aghtamar zum Priestermönch geweiht. Am 18. Oktober 1968 empfing er in Etschmiadsin die Weihe zum Bischof von Taron-Turuberan. Von 1869 bis 1873 wirkte er als Armenischer Patriarch von Konstantinopel. Er nutzte sein Amt, um die die armenische Gemeinschaft der Hauptstadt Istanbul mit den miserablen Lebensbedingungen, unter denen die Armenier im osmanischen Anatolien litten, vertraut zu machen, und wandte sich in Protestnoten an den Sultan. Da er als zu radikal angesehen wurde, musste er zurücktreten. Trotzdem wurde er 1878 mit der Führung der armenischen Delegation beim Berliner Kongress betraut. Enttäuscht kehrte er zurück und wurde bekannt für seine Predigt über den blechernen Schöpflöffel, die ein Wendepunkt im armenischen politischen Bewusstsein darstellen sollte. (Laut dieser Predigt erhielten die erfolgreichen Balkanvölker Schöpflöffel aus Metall statt solchen aus Papier, mit denen die Armenier abgespeist worden waren.)
1880 bis 1885 war er Prälat der Armenischen Apostolischen Kirche in Van und richtete seine Bemühungen auf den Bildungsbereich. 1890 wurde er nach seiner Rückberufung nach Konstantinopel nach Jerusalem verbannt, wo er schriftstellerisch tätig war.
Von 1892 bis 1907 amtierte er als der „Oberste Patriarch und Katholikos aller Armenier“ in Etschmiadsin (damals Russisch-Armenien). Gesalbt wurde er erst im September 1893, da er wegen fehlender Reiseerlaubnis im Osmanischen Reich erst ein Jahr nach seiner Wahl in Etschmiadsin ankam. Khrimian Hayrig strebte nach Unabhängigkeit des Katholikats von politischer Bevormundung und widersetzte sich vor allem dem zaristischen Konfiskationsedikt von 1903 gegen die armenisch-apostolische Kirche. Der Protest führte in den Monaten vor der Russischen Revolution 1905 den Zaren zum Widerruf des Ediktes. 
1907 starb Khrimian Hayrig, der die Autorität des Katholikats von Etschmiadsin erheblich gestärkt hatte.